# Jeřáb kanadský
Jeřáb kanadský (Antigone canadensis) je velký pták z řádu krátkokřídlí a společně se vzácným jeřábem americkým jediný severoamerický jeřáb.
Dospělý pták dorůstá 80 cm – 1,2 m a dosahuje hmotnosti mezi 3 – 6,5 kg. Je zbarven převážně šedě s jasně červeným čelem, bílými lícemi a dlouhými, tmavě zbarvenými končetinami a zobákem. Ve svatebním šatě dostavá jeho opeření hnědavý odstín, který je patrný zejména u tažných populací. Obě pohlaví jsou si zbarvením velice podobná, mladí ptáci jsou svrchu rudě hnědí a ze spodní strany šedí.

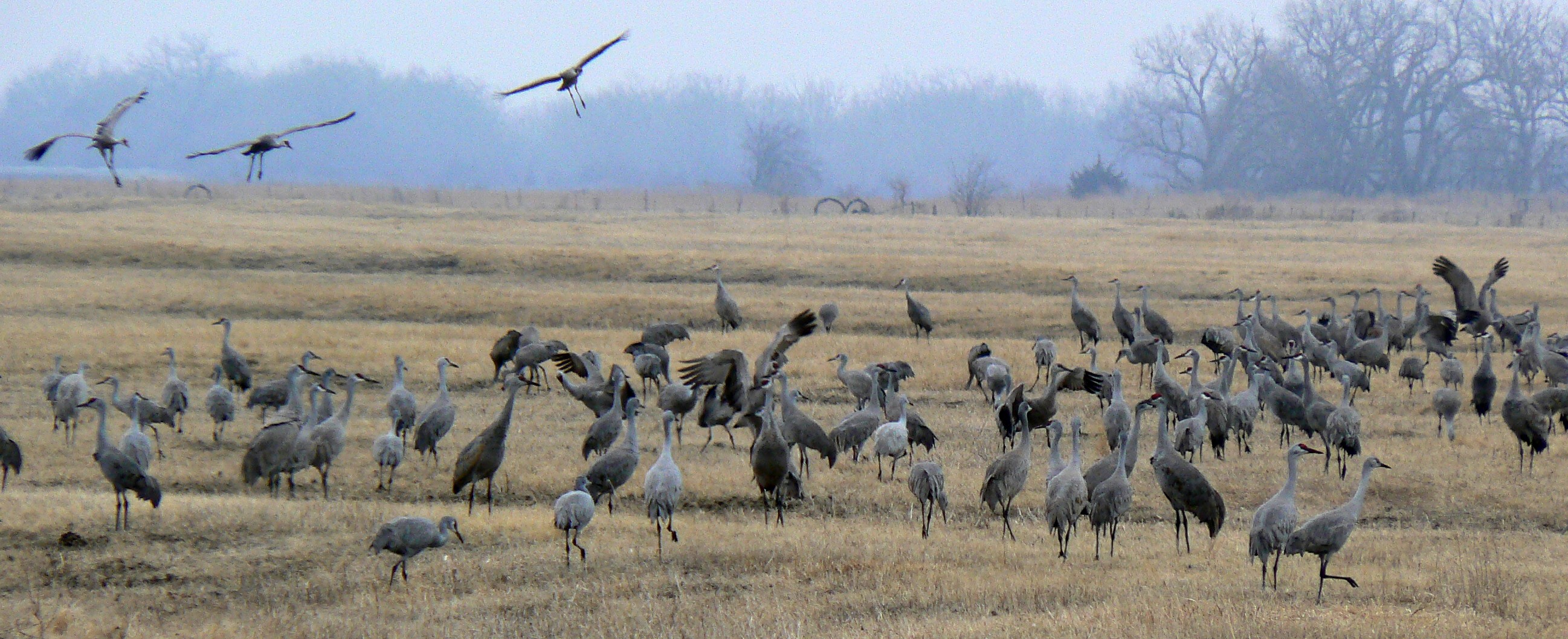
Hejno jeřábů kanadských v Nebrasce

Jeřáb kanadský je nejhojnějším druhem jeřába. Hnízdí na území střední a severní Kanady, Aljašky, ve středu a na jihovýchodě Spojených států, v Sibiři a na Kubě. Je částečně tažný a zimuje zejména na jihu USA a severu Mexika.
Náleží mezi monogamní ptáky. Stejně jako ostatní druhy jeřábů je všežravý a svou potravu vyhledává obvykle na polích nebo v mělké vodě. Požírá zejména hmyz, vodní rostliny a živočichy, hlodavce, semena a bobule. Mimo období rozmnožování se vyskytuje v početných hejnech a často zalétává i do kulturní krajiny.
Hnízdí v těsné blízkosti vody, nejčastěji v močálech nebo v bažinách. Hnízdo v podobě hromady nejrůznější vegetace si staví na zemi a klade do něj 2 vejce. O mláďata pečují oba rodiče, dospělosti se však většinou dožívá pouze jedno. Jeřáb kanadský pohlavně dospívá mezi 2. a 7. rokem života a ve volné přírodě se může dožít až 20 let, v zajetí až dvakrát tak vysokého věku.